# Li Hui (ur. 1987)
Li Hui (chiń. 李绘; ur. 2 marca 1987) – chińska zapaśniczka walcząca w stylu wolnym. Zajęła piąte miejsce na mistrzostwach świata w 2015. Zdobyła brązowy medal na mistrzostwach Azji w 2015. Triumfatorka igrzysk wojskowych w 2019. Pierwsza w Pucharze Świata w 2012; druga w 2011 i 2013. Wojskowa mistrzyni świata  w 2014, 2016, 2017 i 2017 roku.